# Тіріль Уднес Венг
Тіріль Уднес Венг (норв. Tiril Udnes Weng) — норвезька лижниця, дворазова чемпіонка світу. 
Золоту медаль чемпіонки світу Венг завоювала на світовій першості 2021 року в німецькому Оберстдорфі в складі норвезької естафетної команди. Вона повторила цей успіх на наступому чемпіонаті світу в словенській Планиці. 
Близнючка Тіріль Уднес Лотта Уднес Венг — також лижниця. Гейді Венг — їхня троюрідна сестра.